# Edmonton-Nord-Ouest
Pour les articles homonymes, voir Edmonton (homonymie).
Circonscription électorale fédérale du Canada
Edmonton-Nord-Ouest est une circonscription électorale fédérale de l'Alberta, située comme son nom l'indique dans le nord-ouest de l'agglomération d'Edmonton. 
La circonscription d'Edmonton-Nord-Ouest a été créée une première fois en 1987 avec des parties d'Edmonton-Est, Edmonton-Nord, Edmonton-Ouest et Pembina, et représentée à partir des élections générales de 1988. Abolie en 1996, elle est redistribuée parmi Edmonton-Ouest et Yellowhead. 
À la suite du redécoupage de la carte électorale de 2022, Edmonton-Nord-Ouest est recréée à partir de Edmonton Griesbach, Edmonton-Ouest, Edmonton Manning et St. Albert—Edmonton, et est représentée depuis les élections générales de 2025.

## Géographie
En 1987, la circonscription d'Edmonton-Nord-Ouest comprenait la partie nord-ouest de la ville d'Edmonton. 
Depuis le redécoupage de 2022, les circonscriptions limitrophes sont
- au nord et au nord-ouest : St. Albert—Sturgeon River
- au nord-est : Edmonton Manning
- à l'est : Edmonton Griesbach et Edmonton-Centre
- au sud : Edmonton-Ouest
- à l'ouest : Parkland

## Députés
| Législature                                                                                      | Années    | Député | Député        | Parti                     |
| ------------------------------------------------------------------------------------------------ | --------- | ------ | ------------- | ------------------------- |
| Edmonton-Nord-Ouest issue de Edmonton-Est, Edmonton-Nord, Edmonton-Ouest et Pembina              |           |        |               |                           |
| 34e                                                                                              | 1988–1993 |        | Murray Dorin  | Progressiste-conservateur |
| 35e                                                                                              | 1993–1997 |        | Anne McLellan | Libéral                   |
| dissoute parmi Edmonton-Ouest et Yellowhead                                                      |           |        |               |                           |
| Recréée à partir de Edmonton Griesbach, Edmonton-Ouest, Edmonton Manning et St. Albert—Edmonton. |           |        |               |                           |